# Pietro Fumasoni Biondi
Pietro Fumasoni Biondi (Roma, 4 settembre 1872 – Roma, 12 luglio 1960) è stato un cardinale e arcivescovo cattolico italiano.

## Biografia
Nacque a Roma il 4 settembre 1872 in seno alla famiglia dei marchesi Fumasoni Biondi. Era figlio di Filippo Fumasoni Biondi e di sua moglie, Gertrude Roselli. Aveva inoltre una sorella che si fece suora nell'ordine delle Missionarie del Sacro Cuore di Gesù e prese il nome di Madre Gertrude.
Dopo aver compiuto gli studi presso il pontificio seminario romano, venne ordinato sacerdote il 17 aprile 1897 dal card. Lucido Maria Parocchi.
Il 14 novembre 1916 fu eletto arcivescovo titolare di Doclea e internunzio apostolico in India. Il 10 dicembre 1916 venne consacrato ufficialmente dal card. Domenico Serafini nella cappella pontificio ateneo urbaniano di "Propaganda Fide", assistito da Joseph Armand Legrand, C.S.C, vescovo di Dacca, e da Agostino Zampini, O.S.A., vescovo titolare di Porfireone, sacrestano di Sua Santità.
Il 6 dicembre 1919 divenne internunzio apostolico in Giappone. Il 16 giugno 1921 fu nominato segretario della Sacra Congregazione De Propaganda Fide. Il 14 dicembre 1922 divenne delegato apostolico negli Stati Uniti.
Papa Pio XI lo elevò al rango di cardinale nel concistoro del 13 marzo 1933 con il titolo di Santa Croce in Gerusalemme.
Il 16 marzo 1933 fu nominato prefetto della Sacra Congregazione De Propaganda Fide. Il 20 agosto del 1935, fu delegato pontificio al Congresso Eucaristico Nazionale che si tenne a Teramo. Prese parte al conclave del 1939 che elesse papa Pio XII. Il 12 maggio 1941 divenne camerlengo del Sacro Collegio dei Cardinali, carica che mantenne sino al 18 febbraio 1946. Prese parte al conclave del 1958 che elesse pontefice papa Giovanni XXIII.
Morì il 12 luglio 1960 all'età di 87 anni. Dopo le esequie, la salma venne tumulata nel sacello di Propaganda Fide nel cimitero del Verano.

## Genealogia episcopale e successione apostolica
La genealogia episcopale è:
- Cardinale Scipione Rebiba
- Cardinale Giulio Antonio Santori
- Cardinale Girolamo Bernerio, O.P.
- Arcivescovo Galeazzo Sanvitale
- Cardinale Ludovico Ludovisi
- Cardinale Luigi Caetani
- Cardinale Ulderico Carpegna

Pietro Fumasoni Biondi (al centro) con Hugh O'Flaherty (primo a sinistra) e Saverio Maria dei B.ni Paventi di San Bonaventura (primo a destra della foto)

- Cardinale Paluzzo Paluzzi Altieri degli Albertoni
- Papa Benedetto XIII
- Papa Benedetto XIV
- Papa Clemente XIII
- Cardinale Marcantonio Colonna
- Cardinale Giacinto Sigismondo Gerdil, B.
- Cardinale Giulio Maria della Somaglia
- Cardinale Carlo Odescalchi, S.I.
- Cardinale Costantino Patrizi Naro
- Cardinale Serafino Vannutelli
- Cardinale Domenico Serafini, Cong.Subl. O.S.B.
- Cardinale Pietro Fumasoni Biondi

La successione apostolica è:
- Vescovo James Edwin Cassidy (1930)
- Arcivescovo Filippo Bernardini (1933)
- Vescovo James Anthony Walsh, M.M. (1933)
- Cardinale Paolo Marella (1933)
- Arcivescovo Mario Zanin (1934)
- Cardinale Antonio Riberi (1934)
- Cardinale Giovanni Panico (1935)
- Cardinale Ildebrando Antoniutti (1936)
- Arcivescovo Sylvester Patrick Mulligan, O.F.M.Cap. (1937)
- Arcivescovo Leone Giacomo Ossola, O.F.M.Cap. (1937)
- Vescovo Johannes Theodor Suhr, O.S.B. (1939)
- Vescovo Domenico Brizi (1945)
- Arcivescovo Martin Lucas, S.V.D. (1945)
- Vescovo Francesco Costantino Mazzieri, O.F.M.Conv. (1949)
- Arcivescovo Pietro Sigismondi (1950)
- Vescovo Dominique Hoàng Văn Đoàn, O.P. (1950)
- Vescovo John Boekenfoehr, O.M.I. (1953)
- Arcivescovo Romolo Carboni (1953)